# Неша Париповић
Неша Париповић (Београд, 1942) српски је концептуални уметник.

## Биографија
Дипломирао је на Академији ликовних уметности у Београду 1969. године, а усавршавао се у Мајсторској радионици Крста Хегедушића у Загребу од 1971. до 1973. У том периоду започиње уметничку делатност у Студентском културном центру у Београду у оквиру неформалне групе шест стваралаца названих концептуални уметници, у којој су били и Марина Абрамовић, Драгољуб Раша Тодосијевић, Зоран Поповић, Слободан Ера Миливојевић и Гергељ Урком. Између 1975. и 1980. сарађује са београдскком Групом 143. Од 1991. је стални сарадник позоришне трупе Дах театар из Београда. Излагао је на великом броју групних изложби у Београду, Србији, Југославији и иностранству. Најзначајније изложбе имао је у Единбургу, Даблину, Белфасту, Глазгову, Бечу, Венецији, Варшави, Модени, Дортмунду, Луксембургу, Грацу, Милану, Сао Паолу, Билбау и др.
Живи и ради у Београду.

## Уметничка пракса
Стваралачка делатност Неше Париповића може се у главним цртама поделити у три периода: у првом се бавио сликарством, објектима и структуралним цртежима, у другом започиње рад са фотографијом и филмом, напокон, прави серије фотографских радова комбинованих са цртежима као и низ зидних инсталација. У кругу београдских концептуалних уметника његово дело је највише повезано са аналитичном, процесуалном и деконструктивистичком радном методологијом.

## Самосталне изложбе
- 1970. Галерија Дома омладине, Београд, Удружење књижевника Србије, Београд
- 1971. Галерија Трибине младих, Нови Сад
- 1975. Галерија СКЦ-а, Београд
- 1977. Галерија СКЦ-а, Београд, Галерија Срећна нова уметност, Београд
- 1978. Галерија СКЦ-а, Београд, Galerija Podroom, Загреб, Галерија Срећна нова уметност, Београд
- 1980. Салон МСУ, Београд, Индустрија модне обуће Београд „Петар Велебит“, Београд, Студио Галерије сувремене умјетности, Загреб, Галерија СКЦ-а, Београд
- 1981. Галерија „Зодијак“, Осијек
- 1996. Галерија „Златно звоно“, Нови Сад
- 1997. Конкордија, ретроспективна изложба, Вршац, Галерија СКЦ, Београд

## Награде
- 1996. Награда за сликарство на 19. Меморијалу „Надежда Петровић“, Чачак